# Claude de La Baume
Claude de La Baume (Franche-Conté, 3 de dezembro de 1543 - Arbois, 14 de junho de 1584) foi um cardeal do século XVI

## Biografia
Nasceu em Franche-Conté em 1534. Segundo filho de Claude de La Baume, barão de Mont-Saint-Sorlin, e de sua segunda esposa, Guillemette d'Igny. Sobrinho do Cardeal Pierre de La Baume (1539).
Estudou na Universidade de Dole..
Abade de Cherlieu e de Saint-Claude; também, anterior de dois priorados ricos..
Ordenado em 10 de agosto de 1566..
Eleito arcebispo de Besançon, com dispensa super defectus ætatis , 27 de junho de 1543, quando seu tio renunciou ao governo da sé; O Papa Paulo III confirmou o escrito que nomeava um administrador para a arquidiocese até completar 27 anos, em 11 de maio de 1544; O cônego François Bonnalot, abade de Luxeuil e tesoureiro da arquidiocese, recebeu as faculdades para administrar a arquidiocese durante sua menoridade, 2 de julho de 1544; o capítulo da catedral, sem saber das nomeações do papa, elegeu o cônego Bonnalot como arcebispo da sé; o papa nomeou um oeconomum para a arquidiocese, em 13 de agosto de 1544. Foi a Roma em 1566, junto com Antoine Lullo, seu vigário geral, para fazer a visita ad limina Apostolorum . Consagrado no domingo, 4 de junho de 1570, Capela Sistina, Roma, pelo Cardeal Otto Truchsess, bispo de Augsburg, auxiliado por Antonio Elio, patriarca titular de Jesuralem, e por Galesio Regardo, ex-bispo de Bagnorea. Em 1571 em Besançon promulgou com grande solenidade os decretos do Concílio de Trento. Opôs-se com grande zelo à difusão do calvinismo em sua arquidiocese; em 1575, juntamente com o magistrado civil da cidade, derrotou um assalto das forças calvinistas e preservou o condado da Borgonha de ser controlado por elas.
Criado cardeal sacerdote no consistório de 21 de fevereiro de 1578; recebeu o título de S. Pudenziana, em 24 de agosto de 1580; o chapéu vermelho foi-lhe enviado porque, como explicou o papa no consistório, a ausência da sua sé magnum inferre detrimentum . Nomeado secretário de memoriais, conselheiro do departamento eclesiástico e vice-rei de Nápoles pelo rei Felipe II da Espanha; morreu enquanto se preparava para ir tomar posse do posto..
Morreu em Arbois em 14 de junho de 1584. Enterrado ao lado de seu tio, o cardeal, na igreja de Saint-Just, Arbois..